# أحمد السراج
أحمد السراج (مواليد 2 مارس 1995) هو رياضي اردني في رياضة الاسكواش محترف. وصل إلى أعلى تصنيف عالمي في مسيرته المهنية وهو رقم 93 عالميًا في فبراير 2014.

## الانجازات
عام 2014 حقق السراج بطولة المملكة المفتوحة للسكواش، التي نظمها اتحاد السكواش في مدينة الحسين للشباب.
عام 2015 حقق ذهبية فردي عمومي الرجال، ضمن البطولة العربية للفئات العمرية ت 13و17 وعمومي الرجال، التي اقيمت في الأردن.
فاز ببطولة بريطانيا المفتوحة للاسكواش للناشئين لعام 2014 في فئة تحت 19 عام، ليصبح أول أردني يفوز بكأس درايسديل. ضمن قائمة تضم 118 لاعب.

## روابط خارجية
- Ahmad Al-Saraj – PSA World Tour profile على موقع واي باك مشين (نسخة محفوظة 2013-11-01)